# في فن العمارة الألماني

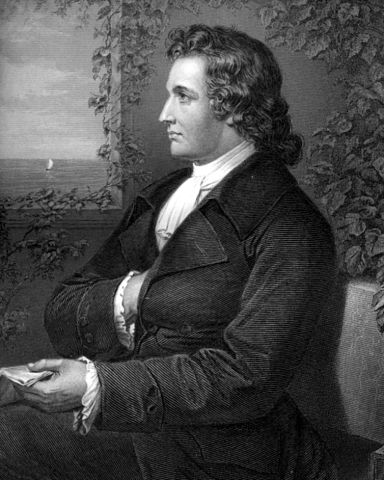
يوهان فولفغانغ فون غوته

في فن العمارة الألماني (بالألمانية: Von Deutscher Baukunst) دراسة عن الفن المعماري الألماني القديم، من تأليف الأديب الألماني يوهان فولفغانغ فون غوته (1749-1832). كتب غوته هذا العمل منبهراً بالصرح المعماري الألماني القديم، بالتحديد كنيسة مونستر «Das Münster» في مدينة شتراسبورج الألمانية بعد زيارته لها في عام 1770. نُشرت الدراسة للمرة الأولى في العام 1773.

## وصلات خارجية
- في فن العمارة الألماني، على كتب جوجل.
- في فن العمارة الألماني، على موقع أمازون.
- في فن العمارة الألماني، على مكتبة جامعة هارفارد.
- في فن العمارة الألماني، على مكتبة جامعة ميشيغان.
- في فن العمارة الألماني، على مكتبة جامعة ويسكونسن-ماديسون.
- في فن العمارة الألماني، على الفهرس العالمي.